# Битва за Моротай
Битва за Моротай (англ. Battle of Morotai) — боевые действия в Тихом океане, продолжавшиеся с 15 сентября 1944 года до конца войны в августе 1945 года. Бои начались, когда объединённые силы США и Австралии высадились на юго-западном побережье острова Моротай, который союзники планировали использовать в качестве опорной базы при освобождении Филиппин в том же году. Силы вторжения значительно превосходили небольшой гарнизон защитников острова и в течение двух недель смогли захватить необходимые объекты. Подкрепление к японцам прибывало с сентября по ноябрь, однако они были не в состоянии эффективно атаковать оборонительный периметр союзников. Бои с перерывами продолжались до конца войны, японские войска несли значительные потери из-за болезней и голода.
Превращение острова в базу союзников началось вскоре после высадки, а уже в октябре два крупных аэродрома были готовы к использованию. Эти и другие сооружения сыграли важную роль в освобождении Филиппин в 1944—1945 годах. Торпедные катера и самолёты, базирующиеся на Моротае, также значительно изматывали японские силы в Голландской Ост-Индии. Позже военные объекты острова были расширены для поддержки Борнейской операции 1945 года. Моротай оставался важным транспортным узлом и командным центром.